# Tô giới
Theo luật quốc tế, một Tô giới là một phần đất nằm trong một quốc gia có chủ quyền nhưng bị một thực thể khác quản lý. Thường thường là một cường quốc thực dân hay một thế lực nào đó được cường quốc thực dân hậu thuẫn như trong trường hợp các công ty mậu dịch thực dân.
Thường thường tô giới bị nhân nhượng hay được cho phép hay thậm chí bị chiếm giữ từ một quốc gia yếu thế sang cho một cường quốc mạnh hơn. Thí dụ, Nhà Thanh của Trung Hoa suy yếu cả về quân sự lẫn chính trị vào thế kỷ 19 bị ép buộc ký một số hiệp ước được cho là bất công, đã trao cho nhiều cường quốc thực dân châu Âu và Nhật Bản một số quyền lợi trong đó có các tô giới.

## Tô giới Áo-Hung
- Một trong số các tô giới tại Thiên Tân, Trung Hoa (1901–1917). Chính thức được Áo từ bỏ vào năm 1919 (Hiệp ước Saint-Germain-en-Laye) và Hungary năm 1920 (Hiệp ước Trianon).

## Tô giới Bỉ
- Nghị viện Guatemala ra quyết định ngày 4 tháng 5 năm 1843 trao khu Santo Tomas "vĩnh viễn" cho Compagnie belge de colonisation, một công ty tư nhân của Bỉ nằm dưới sự bảo hộ của Vua Leopold I. Nỗ lực thực dân hóa của Bỉ chấm dứt vài năm sau đó vì thiếu phương tiện tài chính và khí hậu khắc nghiệt.
- Khu Lado nằm trong Sudan thuộc Anh-Ai Cập được Nhà nước Tự do Congo thuê mướn (không tự là một phần đất thuộc Bỉ nhưng nằm trong một liên hiệp tư nhân với Bỉ dưới thời Vua Leopold II) (1894–1910)
- Các tô giới của Bỉ tại Thiên Tân, Trung Hoa (1902–1931)

## Tô giới Anh

### Chính phủ Anh nắm giữ
- Hồng Kông bị Trung Hoa nhượng lại cho Anh năm 1841–42 theo Hiệp ước Nam Kinh. Ngày 24 tháng 10 năm 1860, Bán đảo Cửu Long và Đảo Ngang Thuyền bị Trung Hoa nhượng lại theo Hiệp ước Bắc Kinh (Anh nhận bàn giao ngày 4 tháng 2 năm 1861). Ngày 9 tháng 6 năm 1898, Tân Giới (bao gồm các khu vực nằm phía bắc bán đảo Cửu Long cùng với 230 đảo nhỏ) được Trung Hoa cho thuê mướn trong 99 năm. Ngày 19 tháng 12 năm 1984, Anh đồng ý trao trả toàn bộ Hồng Kông — bao gồm tất cả các lãnh thổ từng bị nhượng lại vĩnh viễn cho Trung Quốc vào ngày 1 tháng 7 năm 1997.
- Ngày 20 tháng 11 năm 1846, một tô giới Anh tại Thượng Hải, Trung Hoa được thành lập (Anh chiếm đóng Thượng Hải từ ngày 16 tháng 6 đến ngày 29 tháng 8 năm 1842 trong Chiến tranh Nha phiến). Ngày 27 tháng 11 năm 1848, tô giới này được mở rộng, nhưng ngày 21 tháng 9 năm 1863 (sau khi Thượng Hải được đề nghị trở thành một "thành phố tự do" độc lập nhưng bị Trung Hoa bác bỏ) một khu định cư quốc tế tại Thượng Hải được thành lập bằng cách tập hợp lại các tô giới của Anh và Mỹ (hoàn thành vào tháng 12 năm 1863).
- Tô giới Anh tại Thiên Tân là trung tâm mậu dịch, nằm trên hữu ngạn Hải Hà phía dưới thành phố, chiếm diện tích khoảng 200 mẫu Anh (0,81 km2).
- Ngày 1 tháng 7 năm 1898, đảo Lưu Công trong vịnh Uy Hải, bị Nhật Bản chiếm đóng từ ngày 30 tháng 1 năm 1895 – 1898 và Uy Hải Vệ được Trung Hoa cho Anh thuê mướng cho đến khi Uy Hải Vệ được trả lại cho Trung Hoa ngày 1 tháng 10 năm 1930; tô giới này giữ nguyên trạng chính quyền riêng biệt cho đến năm 1938.
- Tô giới Anh trên đảo Sa Diện tại Quảng Châu

### Tư nhân Anh nắm giữ
- Tô giới Tati 1872–1911 là một phần đất nhỏ thuộc Botswana ngày nay, bị tách rời khỏi Vương quốc Matabele.

## Tô giới Canada
Sau Chiến tranh thế giới thứ nhất, cộng hòa Pháp cấp cho Canada quyền sử dụng vĩnh viễn một phần đất nằm trên đỉnh Vimy dưới chủ đích để Canada sử dụng khu đất này thiết lập một đài tưởng niệm chiến trường và công viên. Công viên này có tên là Đài tưởng niêm Quốc gia Canada Vimy, bao gồm một tượng đài hùng vĩ để ghi công những người lính ngã xuống, một bảo tàng và nhiều công trình phục chế gồm các giao thông hào, đường hầm, nghĩa trang được bảo tồn.

## Tô giới Pháp

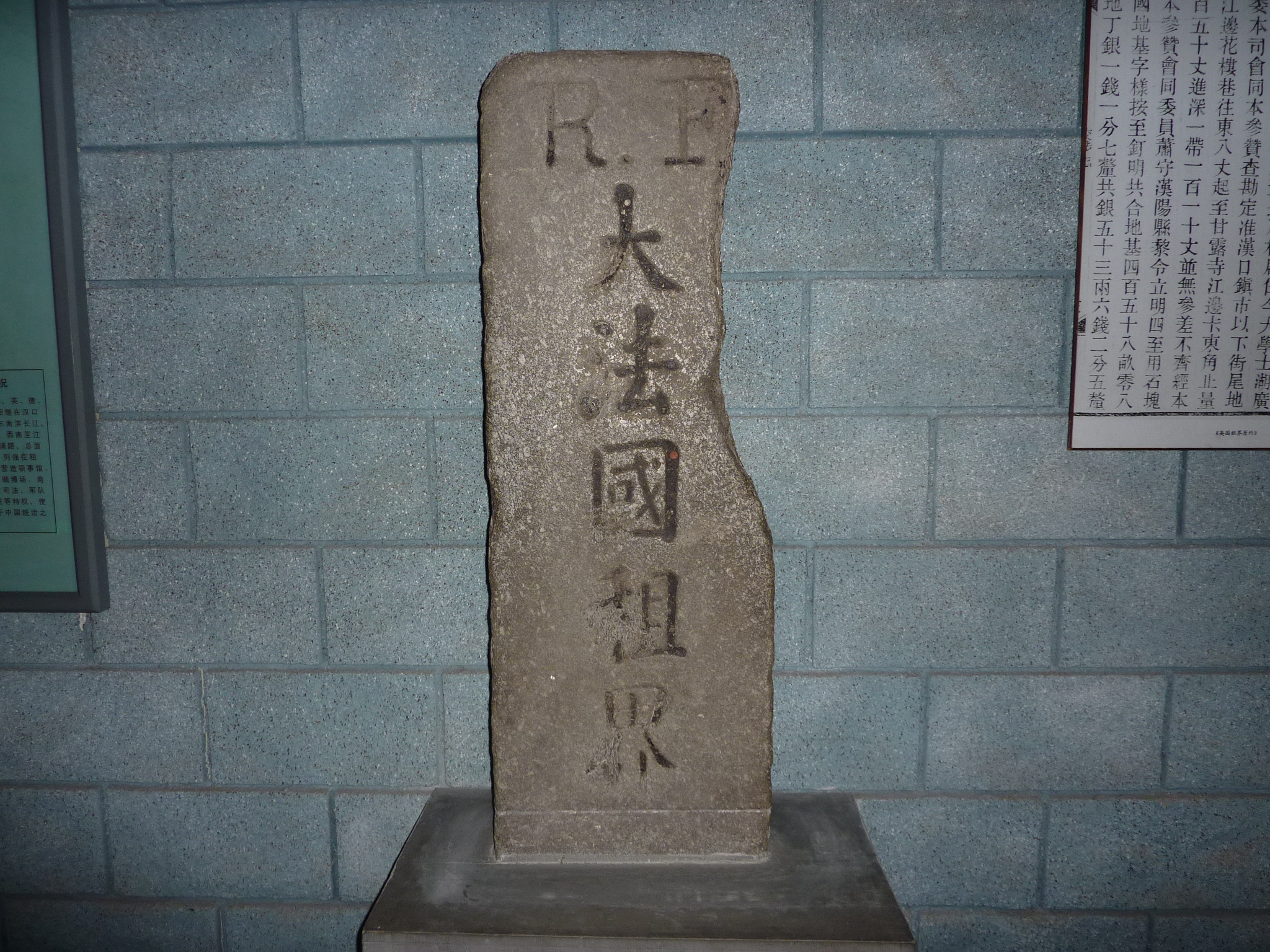
Cột mốc tô giới Pháp tại Hán Khẩu. Hiện nay được trưng bày trong Bảo tàng Cách mạng Tân Hợi (còn có tên gọi đài tưởng niệm Khởi nghĩa Vũ Xương)

- Trạm Giang từ ngày 27 thánh 5 năm 1898, Pháp thuê lãnh thổ này (dưới quyền của một thống xứ Pháp, thuộc cấp của thống đốc Bắc Kỳ trong Đông Dương thuộc Pháp) với tên gọi là lãnh thổ Quảng Châu Loan cho đến khi bị Nhật Bản chiếm đóng vào tháng 2 năm 1943. Chính phủ Vichy Pháp trao tô giới này cho chính phủ quốc gia Trung Hoa do Nhật Bản bảo hộ (không được chính phủ Pháp Tự do hay Trung Hoa Dân Quốc công nhận). Nhật Bản chiếm đóng từ tháng 2 năm 1943 đến tháng 9 năm 1945. Pháp chính thức trao trả lại cho Trung Hoa ngày 28 tháng 2 năm 1946.
- 6 tháng 4 năm 1849 tô giới Pháp tại Thượng Hải được thành lập. Ngày 17 tháng 7 năm 1854, hội đồng khu tự quản được thành lập.
- Tô giới Pháp tại Thiên Tân (1860-1946)
- Một trong số các tô giới tại Hán Khẩu từ 1898-1946, hiện nay thuộc thành phố Vũ Hán.
- Tô giới Pháp trên đảo Sa Diện tại Quảng Châu (1861-1946)

## Tô giới Đức
Tất cả tại Trung Hoa:
- Ngày 6 tháng 3 năm 1898, Đức thuê mướn Thanh Đảo trong thời hạn 99 năm (Vịnh Giao Châu); nó đã bị Đức chiếm đóng từ ngày 14 tháng 11 năm 1897. Ngày 23 tháng 8 năm 1914, Trung Hoa Dân Quốc hủy bỏ hợp đồng thuê mướn của Đức, nhưng được biết là tô giới này đã bị Nhật Bản chiếm đóng từ ngày 7 tháng 11 năm 1914.
- Một trong số các tô giới tại Thiên Tân là của Đức
- Một trong số các tô giới tại Hán Khẩu là của Đức

## Tô giới Ý
- Một tô giới tại Thiên Tân được Nhà Thanh của Trung Hoa trao cho Vương quốc Ý vào ngày 7 tháng 9 năm 1901. Tô giới này do một lãnh sự Ý quản lý và có dân số khoảng 6.261 vào năm 1935, trong đó có 536 người ngoại quốc.
- Một số tàu của Hải quân Hoàng gia Ý (Regia Marina) có căn cứ tại Thiên Tân. Trong thời Chiến tranh thế giới thứ hai, các tàu chính của Ý có căn cứ tại Thiên Tân là tàu thả mìn Lepanto và tàu pháp Carlotto.
- Ngày 10 tháng 9 năm 1943, tô giới Ý tại Thiên Tân bị Nhật Bản chiếm đóng. Năm 1943, Cộng hòa Xã hội Ý của nhà độc tài phát xít Ý là Benito Mussolini trao tô giới này cho Chính phủ Quốc gia thân Nhật Bản. Sự việc này không được Vương quốc Ý hay Trung Hoa Dân Quốc hay các chính phủ trên thế giới công nhận. Ngày 10 tháng 2 năm 1947, tô giới này được Cộng hòa Ý chính thức trao trả lại cho Trung Hoa Dân Quốc.

## Tô giới Nhật
Tại Trung Hoa:
- Quan Đông Châu (Cảng Arthur hay Lữ Thuận Khẩu) từng là một tô giới Nga (xem bên dưới) tại Trung Hoa cho đến khi bị Nhật Bản chiếm đóng ngày 2 tháng 1 năm 1905. Từ 5 tháng 9 năm 1905 là lãnh thổ thuê mướn của Nhật Bản, cảng Arthur được đổi tên thành Lữ Thuận. Chính quyền dân sự thay thế chính quyền quân sự vào ngày 12 tháng 4 năm 1919. Bị Liên Xô chiếm đóng từ ngày 22 tháng 8 năm 1945. Từ tháng 9 năm 1945 – 11 tháng 10 năm 1955 nằm dưới quyền quản lý chung của Liên Xô và Trung Quốc (lúc đó cùng là đồng chí cộng sản) cho đến ngày 11 tháng 10 năm 1955 được tái sáp nhập vào Trung Quốc với tên gọi Đại Liên.
- tô giới duy nhất không phải của các quốc gia Tây phương tại Thiên Tân.
- tô giới duy nhất không phải của các quốc gia Tây phương tại Hán Khẩu (nay là một phần của Vũ Hán).

Tại Triều Tiên trước khi Nhật sáp nhập Triều Tiên năm 1910:
- Busan
- Incheon

## Tô giới Bồ Đào Nha
- Ma Cao: khoảng 1552–1553, Bồ Đào Nha được phép thiết lập một khu định cư như phần thưởng vì đã đánh bại cướp biển và làm trung gian giao thương giữa Trung Hoa và Nhật Bản cũng như giao thương giữa hai nước và châu Âu. Tô giới này được thuê từ năm 1670. Tô giới này trở thành một thuộc địa Bồ Đào Nha vào giữa thế kỷ 19. Chính phủ Trung Quốc tiếp nhận lại chủ quyền đối với Ma Cao vào ngày 20 tháng 12 năm 1999, kết thúc 329 năm làm thuộc địa Bồ Đào Nha.

## Tô giới Nga
- Quan Đông Châu (Cảng Arthur, Lữ Thuận Khẩu), bị đế quốc Nga chiếm đóng từ ngày 27 tháng 12 năm 1897. Ngày 27 tháng 3 năm 1898, Cảng Arthur trở thành lãnh thổ thuê mướn của Nga với tên gọi Kvantunskaya oblast. Từ ngày 12 tháng 8 năm 1903 là bản doanh của phó vương Nga đặc trách vùng Viễn Đông cho đến khi bị Nhật Bản chiến đóng ngày 2 tháng 1 năm 1905. Nhật Bản thuê mướn lãnh thổ này từ ngày 5 tháng 9 năm 1905 (gọi là Lãnh thổ Quan Đông)
- một trong số các tô giới tại Thiên Tân.
- một trong số các tô giới tại Hán Khẩu, nay thuộc Vũ Hán.
- Hanko (Hangö theo tiếng Phần Lan), một bán đảo gần thủ đô Helsinki, được Liên Xô thuê trong một thời hạn là 30 năm làm căn cứ hải quân trong biển Baltic, gần lối vào vịnh Phần Lan theo Hiệp ước Hòa bình Moscow kết thúc Chiến tranh Liên Xô-Phần Lan vào ngày 6 tháng 3 năm 1940. Trong Mặt trận Phần Lan, quân Liên Xô bị buộc phải rút khỏi Hanko vào đầu tháng 12 năm 1941. Trong Hiệp định hòa bình Paris năm 1947, Liên Xô chính thức hủy bỏ kế ước thuê mướn sớm hơn hạn định là đến năm 1970. Vai trò của căn cứ hải quân Hanko được thay thế bởi Porkkala, cũng là một bán đảo khác của Phần Lan nhưng xa một ít về phía đông từ vịnh Phần Lan theo thỏa thuận ngưng bắn giữa Phần Lan và Liên Xô ngày 19 tháng 9 năm 1944. Nó được trả lại cho Phần Lan vào tháng 1 năm 1956. Cả hai trường hợp, Liên Xô tự giới hạn dành riêng cho một bộ tư lệnh quân sự, không có một chính quyền dân sự nào được thiết lập.

## Tô giới Hoa Kỳ
- Căn cứ Hải quân Vịnh Guantanamo: thuê từ Cuba (hiện nay đang có tranh chấp về thuê mướn) theo các hiệp ước năm 1903 và 1934; không có chính quyền dân sự mà chỉ có bộ tư lệnh quân sự.
- Hai tô giới tại Trung Hoa thời đế chế:
  - Tô giới Mỹ năm 1848/54 tại Thượng Hải (từ 17 tháng 11 năm 1843) được thành lập cho đến ngày 21 tháng 9 năm 1863 khi một khu định cư quốc tế tại Thượng Hải được thành lập qua việc kết hợp tất cả các tô giới của Mỹ và Anh (hoàn thành vào tháng 12 năm 1863).
  - một trong số các tô giới tại Thiên Tân, Trung Hoa.
- Vô số các nghĩa trang và đài tưởng niệm do Ủy ban đặc trách đài tưởng niệm chiến tranh Mỹ quản lý. Các nghĩa trang này nằm tại Bỉ, Cuba, Pháp, Gibraltar, Ý, Luxembourg, Mexico, Morocco, Hà Lan, Quần đảo Bắc Mariana, Panama, Papua New Guinea, Philippines, Quần đảo Solomon, Tunisia, và Anh. Các nơi nổi tiếng nhất trong số là Đài tưởng niệm và Nghĩa trang Normandy tại Pháp và Đài Tưởng niệm John F. Kennedy tại Runnymede, Vương quốc Anh.

## Tô giới chung
- Ngày 21 tháng 9 năm 1863 (sau khi Thượng Hải được đề nghị trở thành một thành phố tự do độc lập và bị Trung Hoa bác bỏ vào năm 1862), một khu định cư ngoại quốc được thành lập qua việc kết hợp các tô giới của Anh và Mỹ (hoàn thành vào tháng 12 năm 1863); năm 1896 tô giới được mở rộng.
- Ngày 7 tháng 7 năm 1927, chính quyền thành phố Đại Thượng Hải của Trung Hoa được chính thức thành lập.
- Tháng 1 và 2 năm 1931, Nhật Bản chiếm đóng Hồng Khẩu và ngày 9 tháng 11 năm 1937 chiếm đóng thành phố Thượng Hải nhưng mãi đến ngày 8 tháng 12 năm 1941 Nhật Bản mới chiếm đóng khu định cư quốc tế (nhưng không chiếm tô giới của Pháp). Nhật Bản giải tán khu định cư này năm 1942.
- Tháng 2 năm 1943, khu định cư chính thức được Mỹ và Anh giải tán. Tháng 9 năm 1945, lãnh thổ cuối cùng được trao trả lại cho Trung Hoa.
- Khu Công xứ Bắc Kinh trên thực tế là một tô giới.